# Producción biológica de hidrógeno
La producción biológica de hidrógeno se lleva a cabo en un biorreactor basado en la producción de hidrógeno de las algas. Las algas (específicamente la chlamydomonas reinhardtii y chlamydomonas moewusii) producen hidrógeno bajo ciertas condiciones. Al final de la década de 1990 se descubrió que si las algas eran privadas de azufre dejarían de producir oxígeno mediante fotosíntesis, y producirían hidrógeno.

## Problemas de diseño de unbiorreactor
- Restricción de la producción de hidrógeno por fotosíntesis a causa de acumulación de un gradiente de protones.
- Inhibición competitiva de la producción de hidrógeno por fotosíntesis por dióxido de carbono.
- Requerimiento de una unión de bicarbonato en el fotosistema II (PSII) para una actividad fotosintética eficiente.
- Drenado competitivo de electrones por el oxígeno en la producción de hidrógeno por algas.
- Económicamente debe alcanzar un precio competitivo comparado a otras fuente de energía y esto es dependiente de varios factores.
- Un obstáculo técnico notable es la eficiencia obtenida en el proceso de convertir energía solar en energía química almacenada en hidrógeno molecular.

Actualmente se intenta resolver esto por medio de la bioingeniería.

## Avances
1939 El investigador alemán Hans Gaffron descubrió durante su trabajo en la Universidad de Chicago, que las algas pueden cambiar entre producir oxígeno e hidrógeno.
1997 El profesor Anastasios Melis descubrió, luego de seguir el trabajo de Hans Gaffron, que la privación de azufre causará que las algas cambien de producir oxígeno a hidrógeno. La enzima que encontró, la hidrogenasa, era responsable de la reacción.
2006 - Investigadores de la Universidad de Bielefeld y de la Universidad de Queensland cambian genéticamente la alga verde unicelular Chlamydomonas reinhardtii de forma que produce una cantidad especialmente grande de hidrógeno. La Stm6 puede, a largo plazo, producir cinco veces el volumen de la forma natural de la misma alga y hasta 1.6-2.0 % de eficiencia energética.
2006 – En un trabajo no publicado de la Universidad de California en Berkeley (programa realizado por el Midwest Research Institute, en nombre del NREL) se habría superado el nivel de rentabilidad económica del 10 % de eficiencia energética, al reducir las pilas de clorofila en los orgánulos fotosintéticos.
2007 - Anastasios Melis estudiando la eficiencia en la conversión energética de solar a química en mutaciones tla1 de Chlamydomonas reinhardtii, logra un 15 % de eficiencia, demostrando que el tamaño truncado de la antena Chl minimiza la dispersión de luz solar en células individuales. Este proceso de conversión energética podría ser complementado con la producción de una variedad de biocombustibles incluido el hidrógeno.
2007 - Se descubre que si se añade cobre, las algas cambian su producción de oxígeno a hidrógeno
2008 - Anastasios Melis, estudiando la eficiencia de la conversión entre energía solar y química en los mutantes tlaX de la Chlamydomonas reinhardtii, consiguió un 25 % de eficiencia de un rendimiento teórico máximo del 30 %.
2009 - Un equipo de la universidad de Tennessee y la de Knoxville, junto con el Laboratorio Nacional Oak Ridge descubrió que el proceso era diez veces más eficiente si se incrementaba la temperatura.
2011 - Si se añaden enzimas especiales, el rendimiento puede subir un 400 %. El laboratorio nacional de la energía de Argonne demostró que las micropartículas de platino mejoraban la producción de hidrógeno, haciéndolo hasta cinco veces más eficiente.

## Investigación
2006 - En la Universidad de Karlsruhe, un prototipo de un biorreactor conteniendo 500-1000 litros de cultivo de algas está siendo desarrollado. El reactor será usado para probar la factibilidad económica del sistema en los próximos cinco años.
Un esfuerzo conjunto entre 'El Paso's Valcent Products' y la firma de energía alternativa canadiense, 'Global Green Solutions' se ha construido un laboratorio de $3 Millones de dólares para desarrollar un sistema que permitirá a bajo costo, producción masiva de algas en prácticamente cualquier ubicación en el planeta. Las algas crecen en un circuito cerrado y producen más hidrógeno que en su estado natural. Mientras que las algas crecen bien en una zona abierta, el sistema Vertigro usa un invernadero lleno de bolsas de plástico altas y transparentes, suspendidas una junto a otra en filas para cultivar algas.

## Factores económicos
Tomaría una granja de algas del tamaño de Texas para producir suficiente hidrógeno para cubrir las necesidades energéticas del mundo entero. Se necesitarían alrededor de 25 000 km2 para reemplazar el uso de gasolina en Estados Unidos; esto es menos de la décima parte del área usada para cultivar soja en Estados Unidos pero aproximadamente del tamaño de Vermont, o tres veces el pantano 'everglades' en Florida.
.
El Departamento de energía de los Estados Unidos se ha propuesto un precio de venta de $2.60/kg como meta para hacer el hidrógeno renovable económicamente viable. 1 kg es aproximadamente la energía equivalente a un galón (3.7854 L) de gasolina. Para lograr esto, la eficiencia de la conversión de energía solar a química debe alcanzar el 10 % mientras que la eficiencia actual es de solo 1 % y el precio de venta es calculado en $13.53/kg.
De acuerdo a la estimación de costos del mencionado organismo, para que una estación de combustible diera servicio a 100 automóviles diarios necesitaría 300 kg. Con la tecnología actual, un sistema que produzca esa cantidad requeriría 110 000 m² de área de cultivo, 0.2 g/L de concentración celular, una mutación de antena truncada y una profundidad de 10 cm en el área de cultivo.
Áreas de investigación para aumentar la eficiencia del proceso incluyen desarrollar una hidrogenasa tolerante al oxígeno y aumentar las tasas de producción de hidrógeno por medio de transferencia de electrones mejorada.